# Домашні ігри
«Домашні ігри»- російськомовний повнометражний документальний фільм режисерки Аліси Коваленко знятий у ко-продукції Польщі, України та Франції. Фільм розповідає про 20-річну футболістку з Києва, яка намагається вирватися зі злиднів завдяки футболу. Фільм створено за фінансової підтримки українського Держкіно, нідерландського IDFA Bertha Fund, польського телеканалу TVP, та російського телеканалу Настоящеє врємя.
До створення повнометражної 86-хвилинної версії фільму у 2018 році, за рік до цього у 2017 році було створено також й 17-хвилинну короткометражну версію фільму за спонсортва гранту кіонофестивалю Docudays UA «The Guardian goes Ukraine».

## Фестивальний реліз
Фільм брав участь в конкурсних програмах фестивалів:
- IDFA Amsterdam (Нідерланди)
- Sheffield Doc/Fest (Велика Британія)
- Fipadoc Biarritz (Франція)
- Odesa International Film Festival (Україна)
- Docpoint Helsinki (Фінляндія)
- Tempo Stockholm (Швеція)
- Artdocfest/Riga (Латвія)

## Номінації та нагороди
| Список нагород та номінацій                                              | Список нагород та номінацій | Список нагород та номінацій                                             | Список нагород та номінацій | Список нагород та номінацій | Список нагород та номінацій |
| Кінофестиваль/Кінопремія                                                 | Рік                         | Категорія                                                               | Результат                   | Дж                          |                             |
| ------------------------------------------------------------------------ | --------------------------- | ----------------------------------------------------------------------- | --------------------------- | --------------------------- | --------------------------- |
| Конкурс Prix Europa                                                      | 2018                        | Найкращий документальний фільм                                          | Номінація                   |                             |                             |
| Премія Silver Eye                                                        | 2018                        | Найкращий документальний фільм з Центральної та Східної Європи в Чехії. | Номінація                   |                             |                             |
| 9-й Одеський міжнародний кінофестиваль                                   | 2018                        | Найкращий європейський документальний фільм                             | Перемога                    |                             |                             |
| Міжнародний кінофестиваль «Duhok» (Автономна республіка Курдистан, Ірак) | 2018                        | Найкращий документальний фільм                                          | Перемога                    |                             |                             |
| 25-ий Мінський міжнародний кінофестиваль «Лістапад»                      | 2018                        | Найкращий документальний фільм                                          | Перемога                    |                             |                             |